# Okalongo
Okalongo ist eine Siedlung und Verwaltungssitz des gleichnamigen Wahlkreises in der Region Omusati im Nordosten Namibias. Der Kreis grenzt im Norden an die Angola im Osten an die namibische Region Oshana. Okalongo liegt rund 40 Kilometer östlich von Outapi. Der Kreis hat insgesamt 28.657 Einwohner.

## Persönlichkeiten
- Emilia Amupewa (* 1955), Politikerin